# Стил (међународни часопис)
Стил је међународни научни часопис првенствено посвећен лингвистици и књижевности. Покренуо га је 2002. године филолог и лингвиста Милосав Чаркић. Часопис излази једном годишње. Текстови у часопису објављују се на више светских језика.
Сви бројеви часописа објављени су у електронској форми и могу се читати у архиви, на сајту "Пројекат Растко".

## О часопису
Оснивач часописа 2002. године је Књижевна задруга из Бањалуке, у сарадњи са Удружењем књижевника Србије. Следеће године у Београду је основано Међународно удружење „Стил”, које окупља научнике и стручњаке који се баве стилом у најширем смислу те речи. Од 3. броја, објављеног 2004. године, часопис Стил издаје ово Удружење.